# Bunny Man
El Bunny Man (Hombre conejo en español) es una leyenda urbana originada supuestamente a raíz de dos incidentes acaecidos en el condado de Fairfax, Virginia (Estados Unidos), aunque también ha habido casos en Washington D. C. Existen varias versiones de la leyenda. En la mayoría de casos, estas giran en torno a un hombre disfrazado de conejo que ataca a la gente con un hacha.
El escenario común está situado en los alrededores del paso elevado de Colchester por donde circulan los trenes de la Southern Railway Company, y cuya carretera, por debajo, va a Clifton. Dicha área es conocida coloquialmente como el "Puente de Bunny Man".

## Orígenes
Brian A. Conley, historiador y archivista de la Biblioteca Pública de Fairfax investigó sobre la leyenda y halló dos casos de un individuo disfrazado de conejo y el cual amenazaba a la gente con un arma blanca. Estos reportes, considerados vandalismos, tuvieron lugar en 1970 en Burke.
El primer incidente reportado fue en el 19 de octubre por el [entonces] cadete de la Academia de las Fuerzas Aéreas: Robert Bennett, quien iba a visitar a algunos familiares en Burke. Cerca de la medianoche, ambos regresaron de un partido de fútbol americano y afirmaron que aparcaron su vehículo en un descampado de Guinea Rd., cuyo pariente, un tío suyo, vivía en la calle de enfrente. Enseguida vieron una figura moverse desde el espejo retrovisor, la cual momentos después rompió la ventana del asiento del pasajero. Enseguida vieron que esa "figura" vestía de blanco y que además les gritaba que salieran de "su propiedad". Una vez en marcha, estos descubrieron un hacha en el suelo del coche.
Cuando la policía les pidió una descripción del sospechoso, Bennett insistió en que el individuo estaba vestido con un traje blanco con orejas de conejo, sin embargo su pareja desmintió este último detalle y afirmó que llevaba una especie de capirote. No obstante, ambos coincidieron en que recordaron el rostro aunque no pudieron especificar la raza debido a la oscuridad en esas horas.
El segundo testimonio data del 29 de octubre, fecha en la que Paul Phillips, un guardia de seguridad, se aproxima a un hombre que se encuentra delante de un porche de una casa en obras en Kings Park West. De acuerdo con su declaración, el susodicho tenía cerca de 20 años, medía 1,73 m e iba vestido con un disfraz de conejo de color gris, negro y blanco. También portaba un hacha con la que supuestamente amenazó al guardia.
En ambos casos la policía del condado abrió sendas investigaciones, las cuales fueron cerradas por falta de pruebas. En las siguientes semanas, más de cincuenta personas contactaron con las fuerzas del orden alegando haber visto al Bunny Man aparte de varios titulares en los periódicos, incluyendo el The Washington Post.
En 1973, Patricia Johnson, estudiante de la Universidad de Maryland publicó un trabajo de investigación que abarcó 54 versiones de aquellos dos eventos.

### Leyenda
A lo largo de los años se han contado diferentes versiones de los hechos. A finales de los años 90, Timothy C. Forbes publicó un post en un sitio web que en 1904 se tuvo que clausurar el asilo penitenciario de Clifton a causa de las protestas de los ciudadanos de la zona. Durante la transferencia de presos a otro centro se produjo un accidente de tráfico en el que fallecieron la mayoría (incluido el conductor) salvo diez que consiguieron escapar. Acto seguido se organizó una batida para encontrar a todos, sin embargo uno (Douglas J. Grifon) consiguió escapar del cerco.
Durante un tiempo, los residentes alegaron haber encontrado restos de cuerpos despellejados de conejo colgados en los árboles, de los cuales algunos restos estaban a medio comer. La policía organizó una segunda búsqueda y dieron con los restos de un cadáver que correspondía al nombre de Marcus Wallster. Dicho cuerpo se encontraba bajo el paso elevado que posteriormente pasaría a conocerse como "Bunny Man Bridge". 

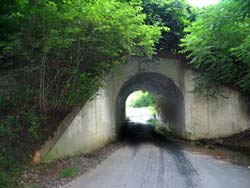
El "Puente de Bunny Man" a la luz del día

En esta versión, los oficiales consiguieron localizar a Grifon, sin embargo, en su intento por escapar al cerco fue atropellado por un tren cerca de donde tuvo lugar el accidente del autobús. No obstante los agentes pudieron oír risas una vez pasó el ferrocarril, razón por la cual pudo sobrevivir. De acuerdo con su ficha, pudo haber matado a su familia durante la Pascua.
Durante años, en las festividades de Halloween, se han contado haber encontrado restos y carcasas de conejos en la zona del puente y alrededores además de una extraña figura que podría corresponder con el sospechoso.
No obstante, Conley ha puesto en duda la veracidad de esta versión debido a sus inconsistencias, puesto que nunca ha habido un asilo psiquiátrico en el condado de Fairfax ni centro penitenciario hasta 1910. En cuanto al sistema de correccionales, estos estaban dirigidos desde el Distrito de Columbia y no en Virginia.

## Puente de Bunny Man

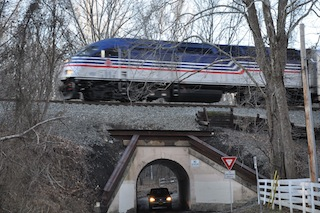
Paso elevado de Colchester, conocido popularmente como Bunny Man Bridge

Debido a la conexión con la leyenda, el paso elevado de Colchester ha resultado ser un reclamo para los entusiastas de los fenómenos paranormales y los interesados en estas temáticas. El paso se construyó en 1906, cerca de la estación de Sangster, y la cual fue parte del ferrocarril Orange-Alexandria.
La línea da servicio a varios ferrocarriles de cercanías: NS, VRE (línea Manassas-Maine) y Amtrak. Entre estos dos últimos servicios ferroviarios, hay una frecuencia de paso de noventa trenes a la semana, por lo que es ilegal acceder a las vías.
A partir de 2003, las autoridades locales empezaron a realizar controles de acceso durante la época de Halloween. En algunos casos extremos, ha llegado a haber controles de tráfico de catorce horas.